# Миндовский, Валентин Леонидович
Валенти́н Леони́дович Ми́ндовский — (23 апреля 1909, Вичуга — 1974, Пермь) — лесовод, крупный практик-озеленитель, более тридцати лет руководивший озеленением городов Березники и Пермь, автор метода «питомник-сад».

## Краткая биография
Родился в Вичуге.
В 1928 году окончил Лесное отделение Костромского землеустроительного и лесного техникума по специальности техник-лесовод. Заочно учился в Московском и Ленинградском лесных институтах.
В 1936—1954 годах — начальник березниковского «Горзеленстроя». Превратил Березники в город-сад. Разработал новый метод зелёного строительства «Питомник-парк». Затем переехал в Пермь и руководил её озеленением.

## Памятники природы в Березниках
- Городской парк, созданный по новому методу выращивания зелёных массивов «Питомник—парк», разработанному В. Л. Миндовским, И. М. Чесноковым и А. И. Бескровных в 1940—1950-х годах.
- Треугольный сквер на пересечении улиц Пятилетки и Ленина, созданный В. Л. Миндовским в послевоенные годы на месте, где в 1930-е годы проходили народные празднества, в том числе и татарские сабантуи.
- Сквер возле дома № 29 по улице Пятилетки, созданный В. Л. Миндовским. В этом доме до переезда в Пермь жил сам В. Л. Миндовский с семьей.

## Увековечивание памяти
- Улица Миндовского в Березниках. Ранее улица Зеленстроя
- Сквер Миндовского в Березниках. У дома ул. Пятилетки 29
- Сквер имени Миндовского в Перми.
- Ива «Памяти Миндовского» (сорт, выведенный уральскими селекционерами).